# Just Mathias Thiele

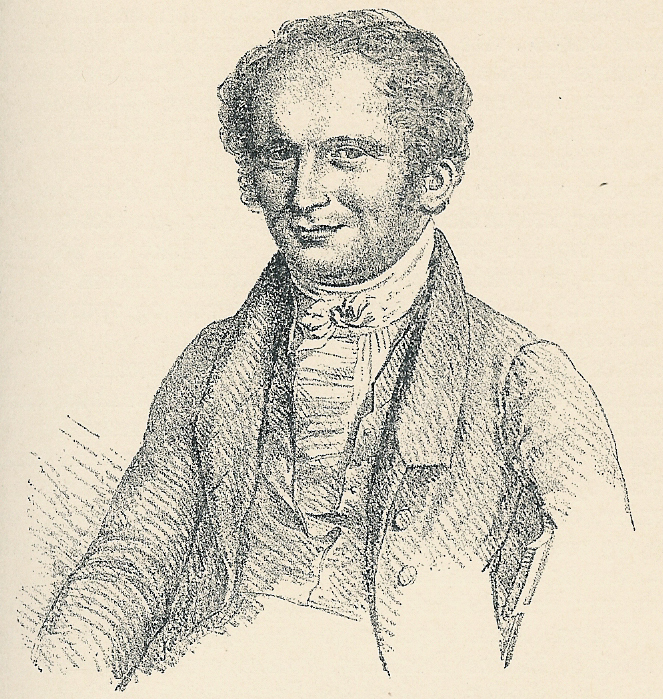
Just Mathias Thiele

Just Mathias Thiele, född 13 december 1795 i Köpenhamn, död 9 november 1874 i Köpenhamn, var en dansk bibliotekarie, folklorist, skald och grafiker och tecknare. 
Han var son till boktryckaren Johan Rudolph Thiele och Anna Koed de Hemmer och gift första gången 1829 med Sophie Holten och från 1838 med Hanne Aagesen samt far till Thorvald Nicolai Thiele. Han blev student 1816 och hade redan året förut vunnit Jens Baggesens erkännande för sitt poetiska försök att tyda dennes framställda gåta "Det evige sindbillede". Thile var 1820–1835 sekreterare vid Det Kongelige Bibliotek och blev 1835 inspektör (1861 direktör) vid kopparsticksamlingen, som genom honom avskildes från biblioteket och sattes i mönstergillt skick; han var dessutom 1825–1871 Kunstakademiets sekreterare och sedan 1839 kunglig handbibliotekarie. 
Åren 1818–1823 utgav Thiele Danske folkesagn (andra upplagan, två band, 1843), vartill 1860 kom ett tredje band, Den danske almues overtroiske meninger. Under en vistelse i Rom 1824 kom han i nära förhållande till Bertel Thorvaldsen och utgav Thorvaldsen og hans værker (fyra band, 1831–1850; ny upplaga med 205 kopparstick 1842–1857) och författade senare Thorvaldsens biographie (fyra band, 1851–1856; översatt till tyska och engelska). Hans bok Vragstykker af et digterskib (1848) innehåller bland annat lyriska skaldestycken och ett par dramatiska arbeten. Folksagorna har lämnat stoff till skådespelen Thyra Boløxe og herremanden (1857) och Claus Rigmands skat (1859) samt två andra "folkesagnsdramer" (1864). Han författade vidare Kunstakademiet og heststatuen paa Amalienborg (1860), Erindringer fra Bakkehuset (1869) och Af mit livs aarbøger 1795–1826 (1873). År 1917 utkom Af mit livs aarbøger 1795–1874 (två band). Vid sidan av sitt arbete var han verksam som tecknare och grafier och finns representerad vid Göteborgs historiska museum med en sepialavyr.